# Terrace Tower
Terrace Tower is een gebouw in Amsterdam-Zuid.

## Geschiedenis
Het in 1999 opgerichte bedrijf Suitsupply voerde kantoor op het kantorencomplex aan de Omval, maar dat werd te klein. Daarop werd in 2017 besloten een nieuw kantoor te laten bouwen aan de Europaboulevard, waar een telefooncentrale en een parkeerterrein werden geslachtofferd. Het staat met een andere gevel aan de Gelrestraat, een straatje in de Landstrekenbuurt (Veluwebuurt). Het gebouw, dat onderdeel is van nieuwbouw aan de Zuidas werd daarbij ontworpen door de Bjarke Ingels Group (BIG). Het heeft een totaal vloeroppervlak van ongeveer 20.000 m2, waarvan het grootste deel is ingepland als kantoorruimte.
Het bouwwerk valt op door zijn bijna vloeiende overstek in de voorgevel in de dertien verdieping tellende toren, die ook nog twee verdiepingen ondergronds heeft. Deze stapeling had gevolg dat ook de betonnen kern waaraan alles is opgehangen verspringt en dat er schuine kolommen nodig waren op de voor- en achtergevel in balans te houden. De toren kijkt uit op de Rijksweg 10 (Ringweg-Zuid). De achterzijde kent een terrasachtige afbouw met dakterrassen per etage, die aansluit aan bestaande bouw.  
Het gebouw is des te opvallender vanwege het contrast met het hoekige nhow Amsterdam RAI van Reinier de Graaf en Rem Koolhaas, dat aan de overkant van de Europaboulevard staat. Koolhaas was overigens een van de leermeesters van Bjarke Ingels.